# Bechet
Bechet' er en by i distriktet Dolj i Oltenien, Rumænien, ved floden Donau, overfor den bulgarske by Oryahovo på den modsatte bred af Donau.
Byen har 4.355 (2021) indbyggere.

## Beliggenhed
Bechet ligger i den vestlige del af den Rumænske slette, ca. 4 km nord for Donau, og 11 km øst for udmundingen af floden Jius (Shil)' i Donau. Distriktets hovedstad Craiova ligger ca. 60 km mod nord.

## Historie
Den lange landbrugsby var velegnet som udgangspunkt for at krydse Donau med både og færger og havde derfor økonomisk og militærstrategisk betydning. I 1877, under den Rumænske uafhængighedskrig , var den skuepladsen for kampene mellem det rumænske og Russiske tropper på den ene side og Tyrkiske Enheder på den anden side.

## Gallery
- Donau ved Bechet
- Bypark
- Bechet rådhus